# Günter Wegmann
Günter Wegmann (* 15. Februar 1954) ist ein deutscher Fußballtrainer. Er trainierte vom 1. Juli 2008 bis 14. Oktober 2009 die erste Mannschaft des Bundesligisten 1. FFC Frankfurt.

## Karriere
Als Spieler war Günter Wegmann beim 1. Hanauer FC 1893, VfB Gießen und Viktoria Sindlingen aktiv. 
Trainerstationen waren zuvor der Nachwuchs von Kickers Offenbach und der Hessische Fußball-Verband.
In seiner Tätigkeit als Autor brachte Wegmann im Jahr 2012 die DVD „Dehnen und Kräftigen für Fußballspieler“ heraus.